# Aldo Loris Rossi
Aldo Loris Rossi (né le 11 mai 1933 à Bisaccia et mort le 28 juin 2018 à Naples) est un architecte, critique et conférencier italien.

## Biographie

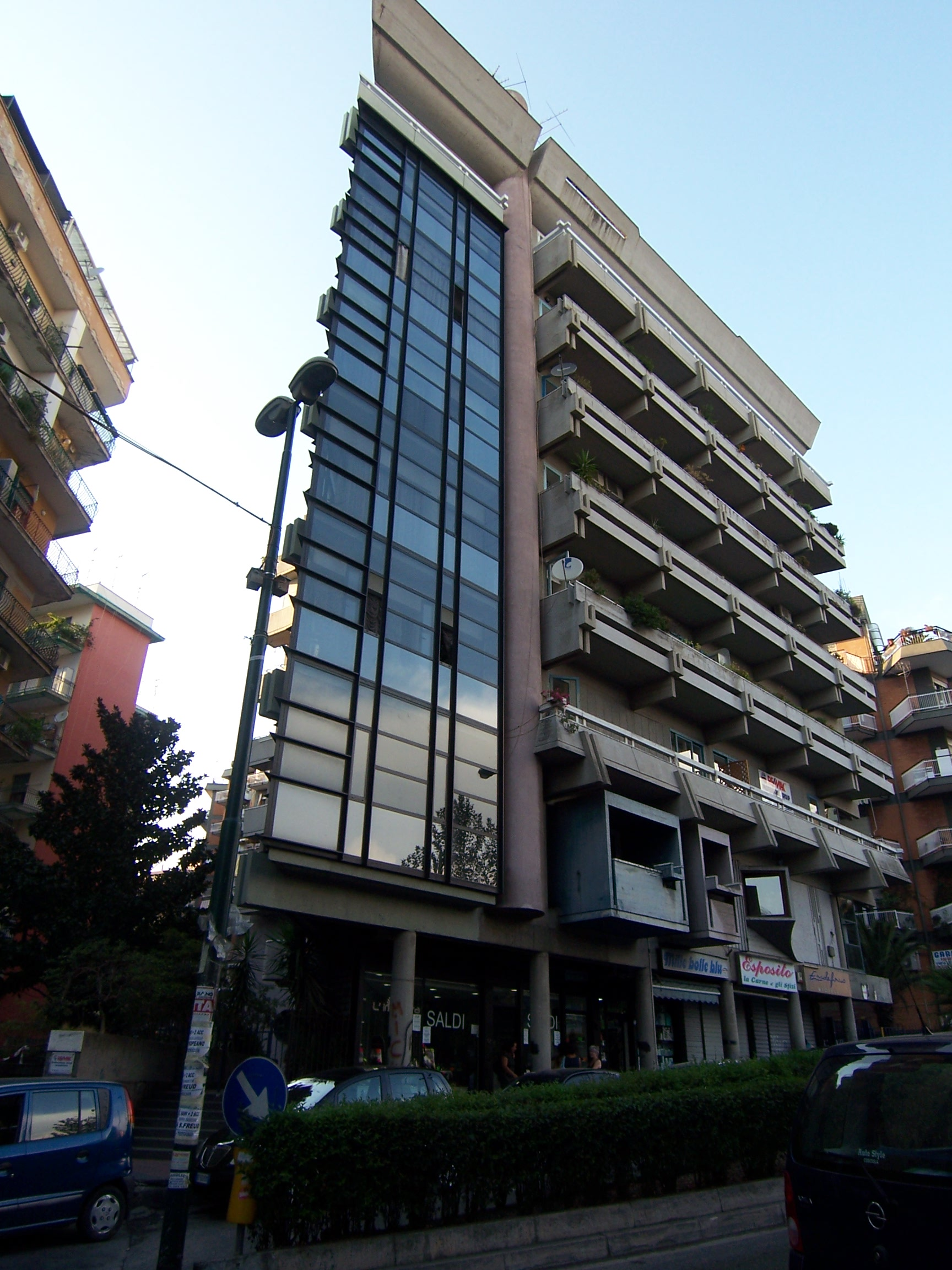
Immeuble résidentiel via San Giacomo dei Capri à Naples.

Son travail d'architecte s'inspire de l'architecture organique de Frank Lloyd Wright et du travail de Paolo Soleri, avec l'influence de l'architecture moderne et du rationalisme italien. Son architecture est assez originale par rapport à ses contemporains et est réalisée généralement grâce à l'articulation de volumes autour d'un noyau central, qui explosent presque vers l'extérieur comme par une force centrifuge, mais dans le cadre d'un contrôle géométrique et structurel rigoureux.
Il est l'auteur de plusieurs ouvrages d'importance notable et professeur de « conception architecturale » à la faculté d'architecture de l'Université de Naples - Frédéric-II.
Il participe régulièrement à l'émission radio Overshoot sur Radio Radicale avec Enrico Salvatori sur des sujets liés au territoire, à l'urbanisme, à l'environnement et à l'histoire de l'architecture et des politiques d'urbanisme. Il a été candidat pour les Radicaux italiens aux élections régionales de la Basilicate en 2013.
Il est lauréat de concours internationaux dont le Grand Prix International d'Urbanisme et d'Architecture 1970 à Cannes.

## Œuvres notables
- Immeuble résidentiel via San Giacomo dei Capri, Naples ;
- Complexe paroissial de Santa Maria della Libera, Portici ;
- Maison des travailleurs portuaires, Naples ;
- Complexe résidentiel Piazza Grande (it), Naples[2] ;
- Plan urbain et bâtiments à Bisaccia, Avellino ;
- Casa del Portuale, Naples[3].